# Divadlo Na zábradlí

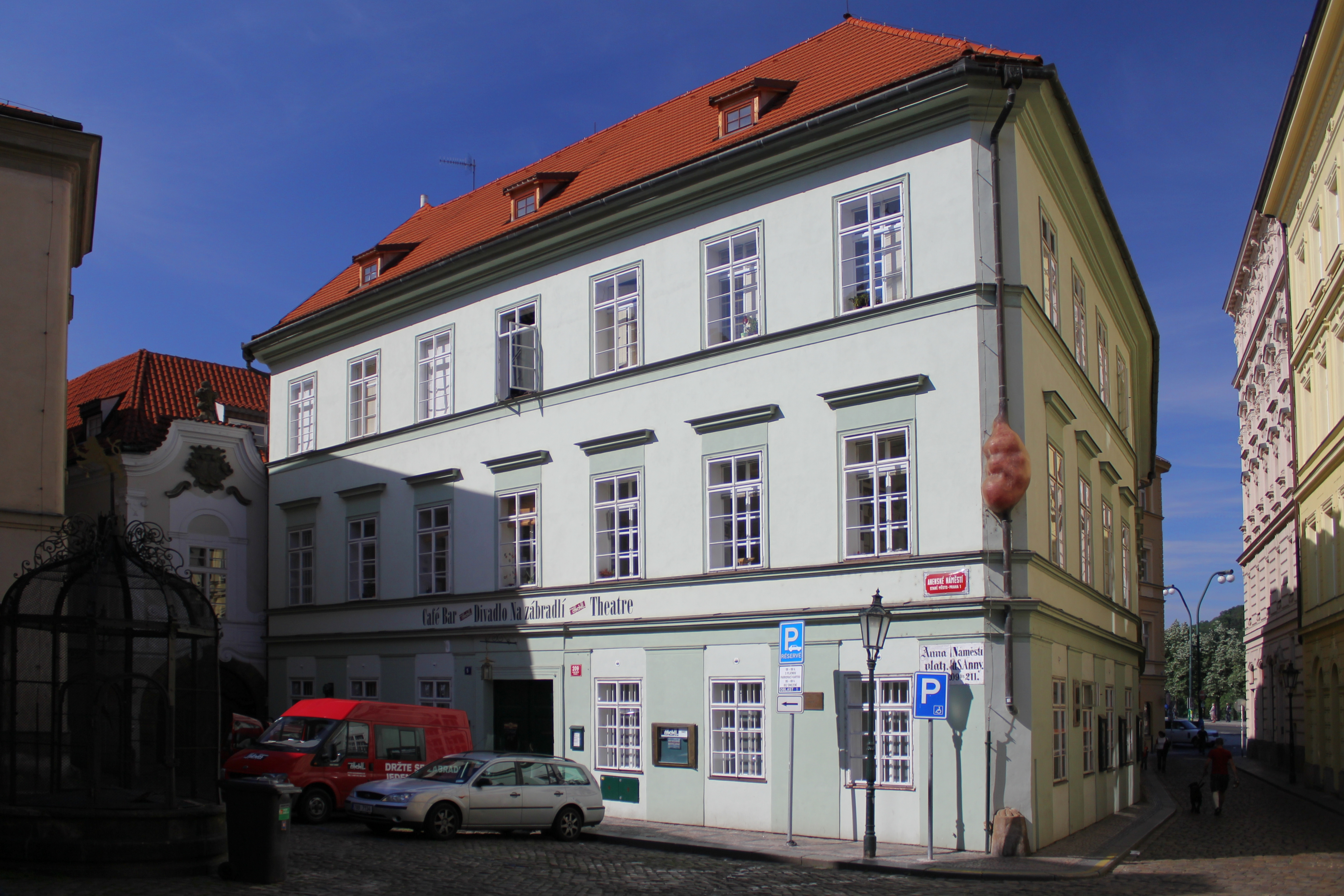

Театр «Na zábradlí» («На поручнях») є одним з найвідоміших малих театрів у Празі. 
Він був заснований в 1958 році. За час свого існування тут працювало багато відомих як тут, так і за кордоном, театральних режисерів та акторів. Робота театру пов'язана з культурою чехословацького авангарду.
Свого часу у театрі працював президент Чехії Вацлав Гавел.